# Безводное (Уренский район)
Безводное — деревня в составе Большепесочнинского сельсовета в Уренском районе Нижегородской области.

## География
Находится на расстоянии примерно 15 километров по прямой на восток-северо-восток от районного центра города Урень.

## История
Известна с 1723 года. Деревня до 1768 года относилась к главной дворцовой канцелярии, потом Придворной конторы, с 1797 крестьяне стали удельными. Население было старообрядцами спасова согласия. В 1916 году 34 двора и 201 житель. В советское время работал колхоз «Большевик». В 1978 году было 260 жителей, а 1978 жителей 48, дворов 139, в 1994 38 и 79 соответственно.

## Население
Постоянное население  составляло 62 человека (русские 100%) в 2002 году, 45 в 2010 .